# Дейвид Фарагът
Дейвид Глазгоу Фарагът (на английски: David Glasgow Farragut) е американски офицер. Той е роден през 1801 година в Кембълс Стейшън (днес Фарагът). Последователно става първият контраадмирал, вицеадмирал и пълен адмирал във Военноморските сили на Съединените щати. Умира през 1870 година в Портсмът.